# Ombres argentades
"Ombres argentades" (títol original en anglès "Shades of Gray") és el vint-i-dosè i últim episodi de la segona temporada de la sèrie de televisió de ciència-ficció estatunidenca Star Trek: La nova generació, i el 48è de tota la sèrie, que es va emetre originalment el 17 de juliol de 1989, en redifusió als Estats Units. Va ser l'únic clip show filmat durant la sèrie, i va ser creat com a tal per cobrir un dèficit de pressupost al final de la temporada a causa d'episodis anteriors que havien superat els costos.
Ambientada al segle XXIV, la sèrie segueix les aventures de la tripulació de la nau de la Flota Estel·lar de la Federació Enterprise-D. En aquest episodi,  el comandant William Riker (Jonathan Frakes) se sotmet al tractament mèdic de la doctora Katherine Pulaski (Diana Muldaur) per una infecció alienígena i ha de reviure nombrosos esdeveniments passats.
Va ser l'episodi final escrit per Maurice Hurley, qui va originar la idea i va escriure el primer esborrany del guió, amb Hans Beimler i Richard Manning fent reescriptures. Va ser dirigit per Rob Bowman i les seqüències del marc es van filmar al llarg de tres dies. Va ser vist per 9,8 milions d'espectadors a la primera emissió, la valoració més alta de la sèrie des de "Samaritans entrampats" dos mesos abans. "Ombres argentades" és àmpliament considerat com el pitjor episodi de la sèrie, i els crítics l'han titllat d' "horrible" i de "parodia"; fins i tot Hurley s'hi va referir negativament.
Va ser l'última aparició de la doctora Katherine Pulaski (Diana Muldaur). També és l'episodi final que inclou regularment els uniformes TNG de la Flota Estel·lar, que es van presentar a la temporada 1.

## Argument
Durant una prospecció geològica a Surata IV, el comandant William Riker és colpejat per una espina que creix en una planta de vinya mòbil. L'equip visitant immediatament torna a l' Enterprise, on la doctora Katherine Pulaski descobreix que l'espina ha alliberat un virus mortal al cos de Riker. En qüestió d'hores, el virus arribarà al cervell de Riker, matant-lo. Per intentar salvar la vida d'en Riker, Pulaski el posa en una màquina que estimularà artificialment les seves neurones cerebrals, mantenint-les actives i resistint el virus. Això fa que Riker somi amb les seves aventures passades a bord de l' Enterprise. Els primers somnis de Riker són ocasions raonablement neutrals, com la seva primera reunió amb el tinent comandant Data. Aviat passa a somnis més apassionats i fins i tot eròtics, com ara conèixer les alegres joves dones Edo a Rubicon III, la matriarca Beata a L'Àngel i Minuet, la dona generada per l'holocoberta (Carolyn McCormick a "Binaris").
Tanmateix, tot i que li agraden a la seva ment, els somnis apassionats només empitjoren l'estat de Riker, ja que el virus s'alimenta de les endorfines positives que el seu cervell està creant. Per tant, Pulaski i la consellera Deanna Troi accepten intentar que la màquina evoqui somnis negatius. Així, Riker somia amb la mort de la tinent Tasha Yar i amb la mort aparent del fill de Deanna Troi. Això té l'efecte desitjat, ja que les endorfines negatives allunyen el virus, però les endorfines no són prou fortes. Com a últim recurs, Pulaski utilitza la màquina per evocar somnis de sentiments primitius i crus de por i supervivència. Així, Riker somia amb lluitar contra la criatura de quitrà Armus, l'almirall controlat pels alienígenes Gregory Quinn i l'oficial klíngon Klag a bord de la naude guerra Pagh. Veient que les emocions en brut funcionen millor, Pulaski intensifica els somnis per arribar a un ritme més ràpid. Això finalment mata el virus i Riker es recupera.

## Repartiment i doblatge al català
La sèrie va ser doblada al català pels estudis Tramontana (primera part) i Soundtrack (segona part) i emesa a TV3 l’any 1991. Els dobladors de l'episodi foren:
| Personatge             | Actor/actriu        | Veu en català            |
| ---------------------- | ------------------- | ------------------------ |
| Jean-Luc Picard        | Patrick Stewart     | Joan Crosas              |
| William Riker          | Jonathan Frakes     | Antoni Forteza           |
| Data                   | Brent Spinner       | Joaquim Sota             |
| Geordi La Forge        | LeVar Burton        | Aleix Estadella          |
| Worf                   | Michael Dorn        | Enric Arquimbau          |
| Katherine Pulaski      | Diana Muldaur       | Núria Cugat              |
| Deanna Troi            | Marina Sirtis       | Victòria Pagès           |
| Wesley Crusher         | Will Wheaton        | Roger Pera               |
| Miles O'Brien          | Colm Meaney         | Joan Pera                |
| Beata                  | Karen Montgomery    | Aurora García            |
| Guinan                 | Whoopi Goldberg     | Montserrat Garcia Sagués |
| Minuet                 | Carolyn McCormick   | Carme Alarcón            |
| Brenna Odell           | Rosalyn Landor      | Marta Calvó              |
| Capità Kargan          | Christopher Collins | Pep Madern               |
| Tinent Klag            | Brian Thompson      | Oriol Rafel              |
| Almirall Gregory Quinn | Ward Costello       | Manuel Lázaro            |
| T'Jon                  | Merritt Butrick     | Joan Pera                |
| Armus                  | Mart McChesney      | Enric Serra Frediani     |
| Korris                 | Vaughn Armstrong    | Enric Serra Frediani     |

## Producció

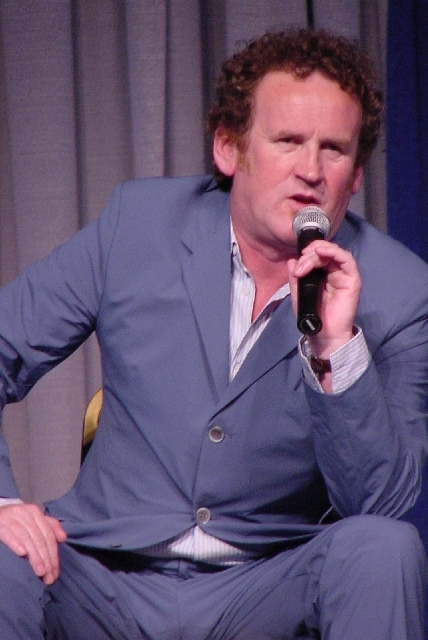
Colm Meaney va ser l'única estrella convidada a "Shades of Grey"

L'episodi tenia la intenció d'estalviar diners al final de la temporada en ser un episodi d'ampolla que comptava amb pocs personatges addicionals. L'única estrella convidada va ser Colm Meaney com al personatge recurrent Miles O'Brien. El motiu va ser que el programa s'havia gastat en excés en els episodis "Elemental, estimat Data" i "Què Q?", i Paramount Pictures volia mantenir la sèrie al pressupost general de la temporada.Va ser l'últim episodi en què Maurice Hurley va actuar com a escriptor principal; es va referir a l'episodi com a "peça de merda" i "terrible, simplement terrible". Va llançar la idea d'un clip show barat per estalviar diners i va escriure el primer esborrany del guió, amb Richard Manning i Hans Beimler dirigint les reescriptures.
El director Rob Bowman va pensar inicialment que l'episodi es podria rodar en cinc dies, dos menys de l'habitual. Tanmateix, en realitat va ser filmat en tres dies després de la pressió de Paramount amb dos gastats només al plató de la infermeria. Més tard va dir que simplement va rodar el marc dels clips per afegir-hi més tard, i mai no va veure un tall final de l'episodi..L'assistent de producció Eric A. Stillwell va ser l'encarregat de seleccionar els clips que van entrar a l'episodi, hi foren inclosos 21 clips diferents. L'accessori utilitzat en Riker per combatre la infecció va ser creat a partir de dibuixos del dissenyador Rick Sternbach.
Ron Jones va crear la música de l'episodi, incloent un motiu de tres notes per representar el virus que infecta Riker. Els temes es construiren a mesura que avançava l'episodi, amb elements de "Infection Spreads" que es reprodueix sobre l'escena entre Riker i Troi es mouen a les peces "Shades of Pleasure" i "Earth Boys Are Easy", que es reprodueixen sobre els records agradables. Els instruments de corda i les flautes s'afegeixen a "Shades of Sadness" que van tocar sobre els records infeliços, abans que arribés a un clímax en els intensos records de les peces "Critical Condition", "Shades of Conflict" i "Final Intensities". Diverses escenes van conservar les composicions dels episodis, incloses peces de Dennis McCarthy, mentre que altres de McCarthy van ser recompostes per Jones.

## Emissió i recepció
"Ombres argentades" és àmpliament insultat com el pitjor episodi de Next Gen, amb molta raó. Aquest no és un episodi que faci que ningú quedi bé, i no em refereixo només a Pulaski, Troi o LaForge, sinó als guionistes, directors i productors de la sèrie. Fins i tot Marina Sirtis i Diana Muldaur sembla que s'esforcen massa perquè funcioni la història fina com el paper, emocionant-se i posant cares absurdes. L'única persona que es mereix algun elogi és Jonathan Frakes, que d'alguna manera aconsegueix mantenir en Riker el seu encisador jo habitual. 
"Ombres argentades" es va mostrar per primera vegada el 17 de juliol de 1989 en redifusió. Va ser l'episodi final de la segona temporada i va ser vist per 9,8 milions d'espectadors a la primera emissió. Va ser el nombre més alt d'espectadors d'un episodi des de "Samaritans entrampats" uns dos mesos abans.
Diversos crítics van tornar a veure l'episodi després del final de la sèrie. El 2011, Keith DeCandido va veur "Ombres argentades" per a Tor.com, i va admetre que no havia vist l'episodi des de l'emissió original. Va dir que va ser un "descarrilament" i encara pitjor del que recordava, perquè altres programes com Xena: Warrior Princess i Stargate SG-1 havien fet clip shows molt millors des d'aleshores. DeCandido ho va resumir dient que "Sincerament, haurien estat millor fer un episodi menys, la temporada es va escurçar per la vaga de guionistes de totes maneres, i augmentant el pressupost d'un dels altres 21. Només un episodi horrible i horrible." He gave the episode a score of zero out of ten.Va donar a l'episodi una puntuació de zero sobre deu. El 2010, Zack Handlen va revisar l'episodi per a The A.V. Club, descrivint el guió com a "força horrible" i l'episodi com a "forçat".
Michelle Erica Green a la seva ressenya per a TrekNation va anomenar la història "absurdament fràgil" i que l'episodi "se sentia fluix a tots els nivells". Va citar l'episodi "Operació: Aniquilació" de La sèrie original i l'episodi de Voyager "Decisions" com a millors episodis amb infeccions alienígenes.  A la llista dels cinc pitjors Star Trek: La nova generació compilada per l'escriptor de TechRepublic Jay Garmon, "Ombres argentades" figurava com el pitjor. Garmon eg va descriure com una "farsa" i que el "més agradable" que es podia dir de l'episodi és que era l'última vegada que hi havia un episodi de flashback a la sèrie i l'última aparició de Pulaski. També va ser l'elecció original del pitjor episodi de la revista Empire, però es va decidir que no comptava perquè es tractava d'un clip show, per la qual cosa es va triar "Màscares".
El 2016, els fans de la convenció del 50è aniversari de Star Trek van votar "Ombres argentades" com el cinquè pitjor episodi de Star Trek, de qualsevol sèrie, i el segon pitjor episodi d'aquesta sèrie, superat només com a pitjor per "Codi d'honor". El 2017, aquest episodi va ser classificat com el setè pitjor episodi de la franquícia de Star Trek fins aquell moment, per Screen Rant, i va explicar diversos problemes amb l'episodi, inclosa la manca de significat en els segments del clip.El 2019, el van classificar com el sisè pitjor episodi de la franquícia basant-se en el rànquing d'IMDB. Ars Technica i ABC News Australia  van assenyalar que "Ombres argentades" tenia, amb diferència, la puntuació IMDb més baixa de qualsevol episodi de la franquícia. Ars Technica va assenyalar que havia estat "obstaculitzat" per la vaga del sindicat de guionistes de 1988 i no la va incloure entre el que consideraven els cinc pitjors episodis de la sèrie.

## Mitjans domèstics
En primer llançament domèstic d' "Ombres argentades" va ser en vídeocasset VHS, que va aparèixer el 12 d'octubre de 1994 als Estats Units i al Canadà. L'episodi es va incloure més tard a la caixa del DVD de la segona temporada de Star Trek: La nova generació, llançat el 7 de maig de 2002. L'episodi es va publicar com a part de la segona temporada en Blu-ray el 4 de desembre de 2012.